# 哈根比夏赫
哈根比夏赫是德国巴伐利亚州的一个市镇。总面积11.50平方公里，总人口1276人，其中男性647人，女性629人（2011年12月31日），人口密度111人/平方公里。